# Флотаційні машини зі змінним тиском
Флотаційні машини зі змінним тиском
Основним способом аерації пульпи у флотаційних машинах зі змінним тиском (вакуумних і компресійних) є створення бульбашок при виділенні газів з розчинів.
- Вакуумна флотаційна машина являє собою герметичну камеру 1 циліндроконічної форми, по осі якої розташована система труб 2 для підтримки заданого рівня пульпи і її випуску.
- Компресійна флотаційна машина також використовує принцип аерації пульпи завдяки виділенню газу з розчину.